# Кыргыз Туусу
«Кыргыз Туусу» (первоначальное название — «Эркин Тоо») — первая газета издаваемая на киргизском языке.
Выходит два раза в неделю тиражом 20 000 экземпляров. В 1975 году тираж составлял 120 тыс. экземпляров.

## История
Первый номер газеты, под названием «Эркин Тоо» (Свободные горы), вышел 7 ноября 1924 года в Ташкенте. С лета 1925 стала издаваться в Пишпеке. 20 августа 1927 переименована в «Кызыл Кыргызстан» (Красная Киргизия), а в 1956 — в «Советтик Кыргызстан» (Советская Киргизия). Современное название — с 1991 года.

## Сотрудники

### Главные редакторы
- 1940—1941 — Баялинов, Касымалы
- 1955—1956 — Усубалиев, Турдакун Усубалиевич
- 1970—1972 — Абакиров, Анаш
- 1972—1986 — Турсунов, Жаныбек Жумалиевич

### Редакция
1936—1937 — Токобаев, Молдогазы, ответственный редактор, будущий председатель президиума Верховного Совета Киргизской ССР

### Журналисты
- 1945—1946 Джангазиев, Муса, будущий народный поэт Киргизской ССР
- 1952—1964 Жоошбаев, Макей — корреспондент, заведующий отделом.

## Награды
В 1958 году награждена Орденом Трудового Красного Знамени.